# Cuando el arte ataque
«Cuando el arte ataque» es una canción de rock compuesta por el músico argentino Luis Alberto Spinetta que integra el álbum doble La la la de 1986, realizado en conjunto con Fito Páez, 20º álbum en el que tiene participación decisiva Spinetta y tercero de la carrera de Páez. El álbum fue calificado por la revista Rolling Stone y la cadena MTV como #61 entre los cien mejores discos de la historia del rock nacional argentino.
El tema es interpretado por Spinetta (voz y guitarra eléctrica), Fito Páez (voz y teclados)y como músicos invitados participan Machi Rufino (bajo) y Daniel Wirzt (batería).

## Contexto
El álbum La la la fue el resultado de la colaboración musical de dos figuras máximas del rock nacional argentino, Luis Alberto Spinetta y Fito Páez. En el momento de la grabación Spinetta tenía 36 años y era una figura consagrada con diecinueve álbumes grabados, en tanto que Páez tenía 23 años y recién comenzaba a ser una estrella con dos álbumes grabados.
La colaboración de dos figuras máximas para sacar un álbum conjunto, como hicieron Spinetta y Páez en 1986, fue un hecho inusual en el rock nacional argentino. Argentina transitaba el tercer año de democracia luego de la caída de la última dictadura. En ese contexto democrático el rock nacional, que había aparecido en los años finales de la década de 1960, se estaba masificando y desarrollaba nuevas sonoridades, a la vez que ingresaba una nueva generación.
La asociación entre Spinetta y Páez canalizó precisamente ese encuentro entre la generación que fundó el rock nacional y la segunda generación marcada por la Guerra de Malvinas (1982) y la recuperación de la democracia (1983).

## El tema
El tema es el 14º track y cuarto del Disco 2 (cuarto del lado A) del álbum doble La la la. 
La letra está escrita en segunda persona. El narrador habla con una persona o una entidad que no identifica y se queja del tipo de relación que mantienen:

En esta zona el paraíso está con vos
y entre tus cosas solo soy un yo-yo
(...)
Sé que siempre me perdí con tu querer
Yo sé que siempre me perdí con tu querer.
"Cuando el arte ataque" (fragmento)

En cada estrofa y ante cada crítica, el narrador le pregunta a su interlocutor:

Quién resistirá (cuando el arte ataque).
Quién resistirá (cuando el arte ataque).
"Cuando el arte ataque" (fragmento)

La última conversación entre Eduardo Berti y Spinetta en el libro Spinetta: crónica e iluminaciones está referida justamente a este tema:

- Spinetta: ...La fuerza no cambia nada.
- Berti:  La fuerza no cambia nada y me acuerdo de "quién resistirá cuando el arte ataque" ¿El ataque del arte si cambia?
- Spinetta: Lo que pasa que el ataque del arte no va al encuentro de una revolución de fuerzas. Yo veo, por ejemplo, el mundo antes y después de Picasso, de Dalí, de Van Gogh, de Los Beatles y veo que el arte ataca cuando una fuerza elimina las revoluciones sociales. ¿No nos hemos liberado con Los Beatles? La música de Los Beatles cambió el mundo y reinterpretó, mientras duró, el mundo en el que vivíamos. Pero a la vez es producto de la bomba atómica, porque si la fuerza atacó Hiroshima, el arte contraatacó con Los Beatles. El arte es toda una forma inversa a las fuerzas de la destrucción.
- Berti: Acá, en Argentina, ¿qué arte ha logrado atacar y de qué modo?
- Spinetta: Creo que atacó Piazzolla cuando apareció, y lo hizo sin ninguna contemplación. Los que atacaron son varios: Piazzolla, Ginastera, Borges, Cortazar, cualquiera de los tipos que han inscripto cosas imborrables, pero no por el horror sino por la belleza.
- Berti: ¿Almendra?
- Spinetta: Sí, con Manal y con Litto Nebbia. Es una necesidad: te ponés a ver videos o a escuchar radio y, en realidad, lo que estás haciendo es esperar el ataque de algo que venga y te inunde. Es como cuando ves un cuadro de alguien, no importa quien, y sentís que hay una fuerza que te mete adentro de él. Así es como ataca el arte.
- Berti: ¿Algo más señor Spinetta, para terminar el libro?
- Spinetta: ¿Cómo? ¿Ya terminó?